# Dezertifikacija
Dezertifikacija ali širjenje puščav je vrsta degradacije tal, pri kateri razmeroma suha kopna regija postane še bolj sušna, običajno izgubi svoja vodna telesa, tudi rastline in prostoživeče živali.  Povzročajo jo različni dejavniki, kot so podnebne spremembe in človekove dejavnosti.  Je velik svetovni ekološki in okoljski problem.

## Opredelitev pojma
O pravilni opredelitvi izraza »dezertifikacija« se precej razpravlja. Helmut Geist (2005) je našel več kot 100 opredelitev. Najširše sprejeta je iz slovarja Univerze Princeton, ki dezertifikacijo opredeljuje kot »preoblikovanje rodovitne zemlje v puščavo, kar je običajno posledica krčenja gozdov, suše ali nepravilnega/neprimernega kmetijstva«.
Širjenje puščav je jasno opredeljeno v besedilu konvencije Združenih narodov o boju proti dezertifikaciji (UNCCD) kot »degradacija tal v sušnih, polsušnih in suhih polvlažnih območjih zaradi različnih dejavnikov, vključno s podnebnimi spremembami in človekovimi dejavnostmi«.
Najstarejša znana razprava o tej temi je nastala kmalu po francoski kolonizaciji zahodne Afrike, ko je raziskovalni odbor (Comité d'Etudes) naročil študijo o vedno hujšem izsuševanju (desséchement progressif) za raziskavo prazgodovinske širitve Sahare.

## Zgodovina
Večina puščav na svetu je nastala z naravnimi procesi v dolgih časovnih obdobjih. Večinoma so se puščave večale in krčile neodvisno od človekove dejavnosti. Paleopuščave so velika peščena morja, zdaj neaktivna, ker so ustaljena z rastlinstvom, nekatere so zunaj osrednjega območja puščav, na primer vroče puščave Sahare.
Širjenje puščav je bilo zelo pomembno v človeški zgodovini, saj je prispevalo k propadu številnih velikih imperijev, kot so Kartagina, Grčija in rimski imperij, pa tudi povzročalo premike lokalnega prebivalstva. Po zgodovinskih dokazih je bila pred več stoletji resna in obsežna degradacija zemljišč na treh žariščih: v Sredozemlju, Mezopotamiji in na puhličasti planoti Kitajske, kjer je bila poseljenost gosta.

## Prizadeta območja
Sušna območja zasedajo približno 40–41 % površine Zemlje in so dom več kot dveh milijard ljudi. Ocenjeno je bilo, da je okoli 10–20 % sušnih območij že degradiranih, prizadete celotne površine zaradi širjenja puščav pa je med 6 in 12 milijonov kvadratnih kilometrov in približno 1–6 % prebivalcev na sušnih območjih živi na degradiranih območjih. Nadaljnje širjenje puščav grozi milijardi ljudi.

## Vzorčenje rastlinstva
Ob širjenju puščav se pokrajina postopoma različno oblikuje, njen videz se nenehno spreminja. Na postopoma nagnjenem terenu lahko nastanejo večji prazni prostori na velikem pasu zemlje, kar je znano kot tigrasto grmovje (brousse tigrée). Matematični model tega pojava, ki ga je predlagal C. Klausmeier, pripisuje to strukturi in dinamiki povezav rastlin z vodo. Ena od ugotovitev kaže optimalno strategijo sajenja v kmetijstvu v sušnih okoljih.

## Vzroki
Neposredni vzrok je izguba večine rastlinstva. To je posledica številnih dejavnikov, samostojnih ali v kombinaciji, kot so suša, podnebne spremembe, povečano obdelovanje zemlje, čezmerna paša in sekanje dreves za gorivo ali gradnjo. Rastlinstvo je pomembno pri določanju biološke sestave tal. Študije so pokazale, da se v mnogih okoljih stopnja erozije in odtoka eksponentno zmanjšuje s povečanjem pokritosti z rastlinjem. Nezaščitene, suhe površine tal odpihne veter ali odplavi nenadna poplava, zaradi česar ostanejo na površini neplodne nižje plasti tal, ki na žgočem soncu postanejo neproduktivne strjene ploskve.

## Revščina
Vsaj 90 % prebivalcev v sušnih območjih živi v državah v razvoju, kjer so slabe gospodarske in socialne razmere. Stanje se še slabša z degradacijo tal zaradi zmanjšanja pridelovanja, negotovosti življenjskih razmer in težav pri dostopu do virov in priložnosti.
V mnogih nerazvitih državah nastane začarani krog zaradi pretirane paše, izčrpanosti zemlje in čezmerne uporabe podzemne vode na mnogih slabo obdelovalnih svetovnih območjih, zaradi prenaseljenosti se mejna sušna območja preveč izkoriščajo za kmetijstvo. Odločevalci so razumljivo nenaklonjeni vlaganjem v sušna območja z nizkim donosom. Nevlaganje povzroča odrivanje njihovih prebivalcev na rob družbe. Neugodne kmetijske in podnebne razmere, pomanjkanje infrastrukture in omejen dostop do trgov, slabo prilagojeni pridelovalni načini in neizobraženo prebivalstvo povzročajo, da se večina takih območij ne more razvijati.
Širjenje puščav pogosto povzroči, da je kmetijskih zemljišč premalo za enako število prebivalcev, ki so prej živeli tam. To se kaže v množičnih preseljevanjih s podeželja v mesta, zlasti v Afriki. V mestih pa se zaradi tega povečuje število brezposelnih, tako da morajo živeti v barakarskih naseljih.

## Protiukrepi in preprečevanje
Poznamo načine za zmanjševanje ali odpravljanje posledic širjenja puščav, a je pri tem veliko ovir. Stroški uvedbe trajnostnih kmetijskih praks na primer včasih presegajo koristi posameznih kmetov, tudi ko so družbi in okolju prijazne. Druga težava je pomanjkanje politične volje in finančnih sredstev za melioracije in druge programe, ki bi preprečevali širjenje puščav.
Širjenje puščav je ena največjih groženj biotski raznovrstnosti. Nekatere države so razvile akcijske načrte za preprečevanje, zlasti v zvezi z zaščito ogroženih živalskih in rastlinskih vrst. Pogozdovanje je eden od ukrepov in ni le zdravljenje znakov. Okoljevarstvene organizacije so dejavne na območjih, na katerih  krčenje gozdov in širjenje puščav povzročata skrajno revščino. Osredotočene so predvsem na izobraževanje lokalnega prebivalstva o nevarnostih krčenja gozdov, včasih v deževnem obdobju sadijo sadike na zelo skrčenih površinah. Organizacija Združenih narodov za prehrano in kmetijstvo (FAO) je leta 2012 dala pobudo za obnovo sušnih območij (Drylands Restoration Initiative), da bi z znanjem in izkušnjami obnovili območja. Leta 2015 je FAO objavil svetovne smernice za obnovo degradiranih gozdov in krajine na sušnih območjih v sodelovanju s turškim ministrstvom za gozdarstvo in vodne zadeve ter turško agencijo za sodelovanje in usklajevanje.
Načini se osredotočajo na oskrbovanje z vodo ter utrjevanje in gnojenje tal.
Utrjevanje tal pogosto temelji na uporabi zavetrnih pasov, pogozdovanju in protivetrni zaščiti. Vetrolomi so narejeni iz dreves in grmov in se uporabljajo za zmanjšanje erozije tal in evapotranspiracije, kar je bilo od sredine leta 1980 na območju Sahela v Afriki kar uspešno.
Nekatera tla (na primer glinena) lahko zaradi pomanjkanja vode postanejo neprepustna namesto porozna. Obdelovanje zemlje še vedno omogoča sajenje pridelkov.
Uporabno je tudi kopanje jarkov, dolgih 150 m in globokih 1 m, ki so vzporedno z višino pokrajine, ki preprečuje vodi, da izteče in povzroči erozijo. Za preprečevanje izpiranja jarke obložijo s kamni. Metodo je izumil Peter Westerveld.
Za bogatenje tal in obnovo plodnosti pogosto skrbijo rastline. Zelo pomembne so stročnice, ki izvlečejo dušik iz zraka v tla; drevesa, užitne rastline, kot so žitarice, ječmen, fižol in dateljni, so najpomembnejši. Peščene ograje se lahko uporabljajo tudi za nadzor nad premikanjem zemlje in peščene erozije.
Nekateri centri za raziskave (Bel-Air Research Center IRD/ISRA/UCAD) poskušajo s cepljenjem drevesnih vrst, mikorizo v sušnih območjih. Mikoriza so v bistvu glive, ki se vežejo na korenine rastlin. Prav s tem ustvarijo simbiotično razmerje z drevesi, povečujejo površino korenin drevesa (ki omogoča drevesu zbrati veliko več hranil iz tal), na primer žižola v kombinaciji z Glomus aggregatum. 
Ker je veliko različnih vrst puščav, so tudi različni načini kultiviranja, na primer slana ravnica v Veliki arabski puščavi (Rub al-Hali) v Saudovi Arabiji. Te slane ravnice so eno najobetavnejših puščavskih območij za morsko kmetijstvo in bi jih bilo mogoče oživiti brez sladke vode ali veliko energije.
Naravna regeneracija (Farmer-managed natural regeneration – FMNR) je še en način, ki je prinesel uspehe. Od leta 1980 je bilo pogozdovanje degradirane pokrajine v Nigru uspešno. Ta preprosti in poceni način je omogočil kmetom, da je bilo obnovljenih približno 30.000 kvadratnih kilometrov. Omogočena je izvirna rast dreves s selektivnim obrezovanjem grmičevja. Ostanek obrezanih dreves lahko uporabijo za zagotavljanje mulčenja za polja, kar povečuje zadrževanje vode v tleh in zmanjšujejo izhlapevanje. Poleg tega pravilno razporejena in obrezana drevesa lahko povečajo pridelek. Projekt (Humbo Assisted Regeneration Project), ki uporablja ta način v Etiopiji, je prejel denar sklada BioCarbon, Svetovne banke, ki podpira projekte, ki zadržujejo ali ohranjajo ogljik v gozdovih in kmetijskih ekosistemih.

### Paša
Obnavljanje travišč shranjuje CO2 iz zraka v rastlinah. Pašna živina se po navadi ne sprehaja, da bi jedla travo in bi čim bolj zmanjšala njeno rast. Če trava ostane, sčasoma zraste  in se obnovi. Predlagano je, da se za obnovo travišča uporabljajo ograje z veliko majhnimi ogradami in premikanjem črede iz ene ograde v drugo po dan ali dva, da se posnema naravna paša in trava čim bolje raste. Ocenjuje se, da bi povečanje ogljika v tleh na 3,5 milijarde hektarjev kmetijskih travnikov na svetu izravnalo skoraj 12-letno emisijo CO2.